# Markus Weinzierl
Markus Weinzierl (Straubing, 28 dicembre 1974) è un allenatore di calcio ed ex calciatore tedesco, tecnico.

## Statistiche
Statistiche aggiornate al 6 novembre 2021.
| Stagione               | Squadra                | Campionato             | Campionato | Campionato | Campionato | Campionato | Coppe nazionali | Coppe nazionali | Coppe nazionali | Coppe nazionali | Coppe nazionali | Coppe continentali | Coppe continentali | Coppe continentali | Coppe continentali | Coppe continentali | Altre coppe | Altre coppe | Altre coppe | Altre coppe | Altre coppe | Totale | Totale | Totale | Totale | % Vittorie | Piazzamento |
| Stagione               | Squadra                | Comp                   | G          | V          | N          | P          | Comp            | G               | V               | N               | P               | Comp               | G                  | V                  | N                  | P                  | Comp        | G           | V           | N           | P           | G      | V      | N      | P      | %          | Piazzamento |
| ---------------------- | ---------------------- | ---------------------- | ---------- | ---------- | ---------- | ---------- | --------------- | --------------- | --------------- | --------------- | --------------- | ------------------ | ------------------ | ------------------ | ------------------ | ------------------ | ----------- | ----------- | ----------- | ----------- | ----------- | ------ | ------ | ------ | ------ | ---------- | ----------- |
| nov. 2008-2009         | Jahn Ratisbona         | 3L                     | 22         | 9          | 6          | 7          | -               | -               | -               | -               | -               | -                  | -                  | -                  | -                  | -                  | -           | -           | -           | -           | -           | 22     | 9      | 6      | 7      | 40,91      | Sub, 15°    |
| 2009-2010              | Jahn Ratisbona         | 3L                     | 38         | 11         | 13         | 14         | -               | -               | -               | -               | -               | -                  | -                  | -                  | -                  | -                  | -           | -           | -           | -           | -           | 38     | 11     | 13     | 14     | 28,95      | 16°         |
| 2010-2011              | Jahn Ratisbona         | 3L                     | 38         | 13         | 13         | 12         | CG              | 1               | 0               | 1               | 0               | -                  | -                  | -                  | -                  | -                  | -           | -           | -           | -           | -           | 39     | 13     | 14     | 12     | 33,33      | 8°          |
| 2011-2012              | Jahn Ratisbona         | 3L                     | 38+2       | 16         | 13+2       | 9          | CG              | 1               | 0               | 0               | 1               | -                  | -                  | -                  | -                  | -                  | -           | -           | -           | -           | -           | 41     | 16     | 16     | 9      | 39,02      | 3°          |
| Totale Jahn Regensburg | Totale Jahn Regensburg | Totale Jahn Regensburg | 136+2      | 49         | 45+2       | 42         |                 | 2               | 0               | 1               | 1               |                    | -                  | -                  | -                  | -                  |             | -           | -           | -           | -           | 140    | 49     | 48     | 43     | 35,00      |             |
| 2012-2013              | Augusta                | BL                     | 34         | 8          | 9          | 17         | CG              | 3               | 2               | 0               | 1               | -                  | -                  | -                  | -                  | -                  | -           | -           | -           | -           | -           | 37     | 10     | 9      | 18     | 27,03      | 15°         |
| 2013-2014              | Augusta                | BL                     | 34         | 15         | 7          | 12         | CG              | 3               | 2               | 0               | 1               | -                  | -                  | -                  | -                  | -                  | -           | -           | -           | -           | -           | 37     | 17     | 7      | 13     | 45,95      | 8°          |
| 2014-2015              | Augusta                | BL                     | 34         | 15         | 4          | 15         | CG              | 1               | 0               | 0               | 1               | -                  | -                  | -                  | -                  | -                  | -           | -           | -           | -           | -           | 35     | 15     | 4      | 16     | 42,86      | 5°          |
| 2015-2016              | Augusta                | BL                     | 34         | 9          | 11         | 14         | CG              | 3               | 2               | 0               | 1               | UEL                | 8                  | 3                  | 1                  | 4                  | -           | -           | -           | -           | -           | 45     | 14     | 12     | 19     | 31,11      | 12°         |
| 2016-2017              | Schalke 04             | BL                     | 34         | 11         | 10         | 13         | CG              | 4               | 3               | 0               | 1               | UEL                | 12                 | 7                  | 3                  | 2                  | -           | -           | -           | -           | -           | 50     | 21     | 13     | 16     | 42,00      | 10°         |
| ott. 2018-apr. 2019    | Stoccarda              | BL                     | 23         | 4          | 4          | 15         | CG              | 0               | 0               | 0               | 0               | -                  | -                  | -                  | -                  | -                  | -           | -           | -           | -           | -           | 23     | 4      | 4      | 15     | 17,39      | Sub, Eson   |
| 2021-2022              | Augusta                | BL                     | 34         | 10         | 8          | 16         | CG              | 2               | 1               | 1               | 0               | -                  | -                  | -                  | -                  | -                  | -           | -           | -           | -           | -           | 36     | 11     | 9      | 16     | 30,56      | 14°         |
| Totale Augsburg        | Totale Augsburg        | Totale Augsburg        | 170        | 57         | 39         | 74         |                 | 12              | 7               | 1               | 4               |                    | 8                  | 3                  | 1                  | 4                  |             | -           | -           | -           | -           | 190    | 67     | 41     | 82     | 35,26      |             |
| ott. 2022-feb. 2023    | Norimberga             | 2BL                    | 11         | 3          | 3          | 5          | CG              | 2               | 1               | 1               | 0               | -                  | -                  | -                  | -                  | -                  | -           | -           | -           | -           | -           | 13     | 4      | 4      | 5      | 30,77      | Sub, Eson   |
| Totale carriera        | Totale carriera        | Totale carriera        | 376        | 124        | 103        | 149        |                 | 20              | 11              | 3               | 6               |                    | 20                 | 10                 | 4                  | 6                  |             | -           | -           | -           | -           | 416    | 145    | 110    | 161    | 34,86      |             |

## Palmarès

### Giocatore

#### Competizioni nazionali
- Campionato tedesco: 2

Bayern Monaco: 1996-1997, 1998-1999
- Coppa di Germania: 1

Bayern Monaco: 1997-1998
- Coppa di Lega tedesca: 3

Bayern Monaco: 1997, 1998, 1999

#### Competizioni internazionali
- Coppa UEFA: 1

Bayern Monaco: 1995-1996